# Revoluciones de 1848
Revolución o revoluciones de 1848, Primavera de los Pueblos o Año de las Revoluciones son denominaciones historiográficas de la oleada revolucionaria que acabó con la Europa de la Restauración (el predominio del absolutismo en el continente europeo desde el Congreso de Viena de 1814-1815). Se trató de una serie de revoluciones contra monarquías europeas que se extendieron por todo el continente a lo largo de más de un año, entre 1848 a 1849. Sigue siendo la oleada revolucionaria más extendida de la historia europea hasta la fecha.  Todas ellas acabaron en fracaso y represión y fueron seguidas por una desilusión generalizada entre los liberales.
Las revoluciones fueron esencialmente democráticas y liberales, con el objetivo de eliminar las antiguas estructuras monárquicas y crear Estados-nación independientes, tal como las concebía el nacionalismo romántico. Las revoluciones se extendieron por toda Europa tras una primera revolución que comenzó en Sicilia en enero de 1848. Más de 50 países se vieron afectados, pero sin una coordinación ni cooperación significativa entre sus respectivos revolucionarios. Algunos de los principales factores que contribuyeron fueron la insatisfacción generalizada con el liderazgo político, las demandas de mayor participación en el gobierno y la democracia, demandas a favor de la libertad de prensa, otras demandas hechas por la clase trabajadora por derechos económicos, el auge del nacionalismo, y la penuria europea de la patata, que desencadenó hambrunas masivas, migración y disturbios civiles.
Fue la tercera oleada del más amplio ciclo revolucionario de la primera mitad del siglo XIX, que se había iniciado con las denominadas «revolución de 1820» y «revolución de 1830». Además de su condición de revoluciones liberales, las revoluciones de 1848 se caracterizaron por la importancia de las manifestaciones de carácter nacionalista y por el inicio de las primeras muestras organizadas del movimiento obrero. Las revueltas fueron lideradas por coaliciones temporales de obreros y reformistas, incluyendo figuras de las clases media y alta (la burguesía).
Iniciadas en Francia, se difundieron en rápida expansión por prácticamente toda Europa central (Alemania, Imperio austríaco, Hungría) y por Italia en el primer semestre de 1848. Fue determinante para ello el nivel de desarrollo que habían adquirido las comunicaciones (telégrafo, ferrocarril) en el contexto de la Revolución Industrial. La revolución en Francia tuvo dos episodios diferentes: el de febrero y el de junio. Contra la gran burguesía se hizo la revolución de febrero, pero cuando el proletariado amenazó el orden social en junio, la pequeña y la gran burguesía se unieron ante la subversión proletaria.
Sin embargo, estas coaliciones no se mantuvieron unidas por mucho tiempo. Muchas de las revoluciones fueron rápidamente reprimidas, con decenas de miles de muertos y aún más obligados al exilio. La ola de revueltas terminó en octubre de 1849. Aunque su éxito inicial fue poco duradero, y todas ellas fueron reprimidas o reconducidas a situaciones políticas de tipo conservador (la espontaneidad de los movimientos y su mala organización lo facilitó), su trascendencia histórica fue decisiva. Quedó clara la imposibilidad de mantener sin cambios el Antiguo Régimen, como hasta entonces habían intentado las fuerzas contrarrevolucionarias de la Restauración.  Entre las reformas más significativas y duraderas se encuentran la abolición de la servidumbre en Austria y Hungría, el fin de la monarquía absoluta en Dinamarca y la instauración de la democracia representativa en los Países Bajos. Las revoluciones fueron más importantes en Francia, los Países Bajos, Italia, el Imperio austríaco y los estados de la Confederación Germánica que conformarían el Imperio alemán a finales del siglo XIX y principios del XX.
En una obra reciente (2023) Christopher Clark ha destacado que «fue la única revolución auténticamente europea que ha habido jamás»  y que «las revoluciones de 1848 no fueron realmente un fracaso: en muchos países produjeron cambios constitucionales rápidos y perdurables, y la Europa posterior a 1848 era, o llegó a ser, un lugar muy diferente». Por otro lado, Clark ha señalado que «las preguntas que se hicieron los insurgentes de 1848 no han perdido su poder... Seguimos preocupados por lo que ocurre cuando las demandas de libertad política o económica entran en conflicto con las demandas de derechos sociales».

## Contexto político, económico y social

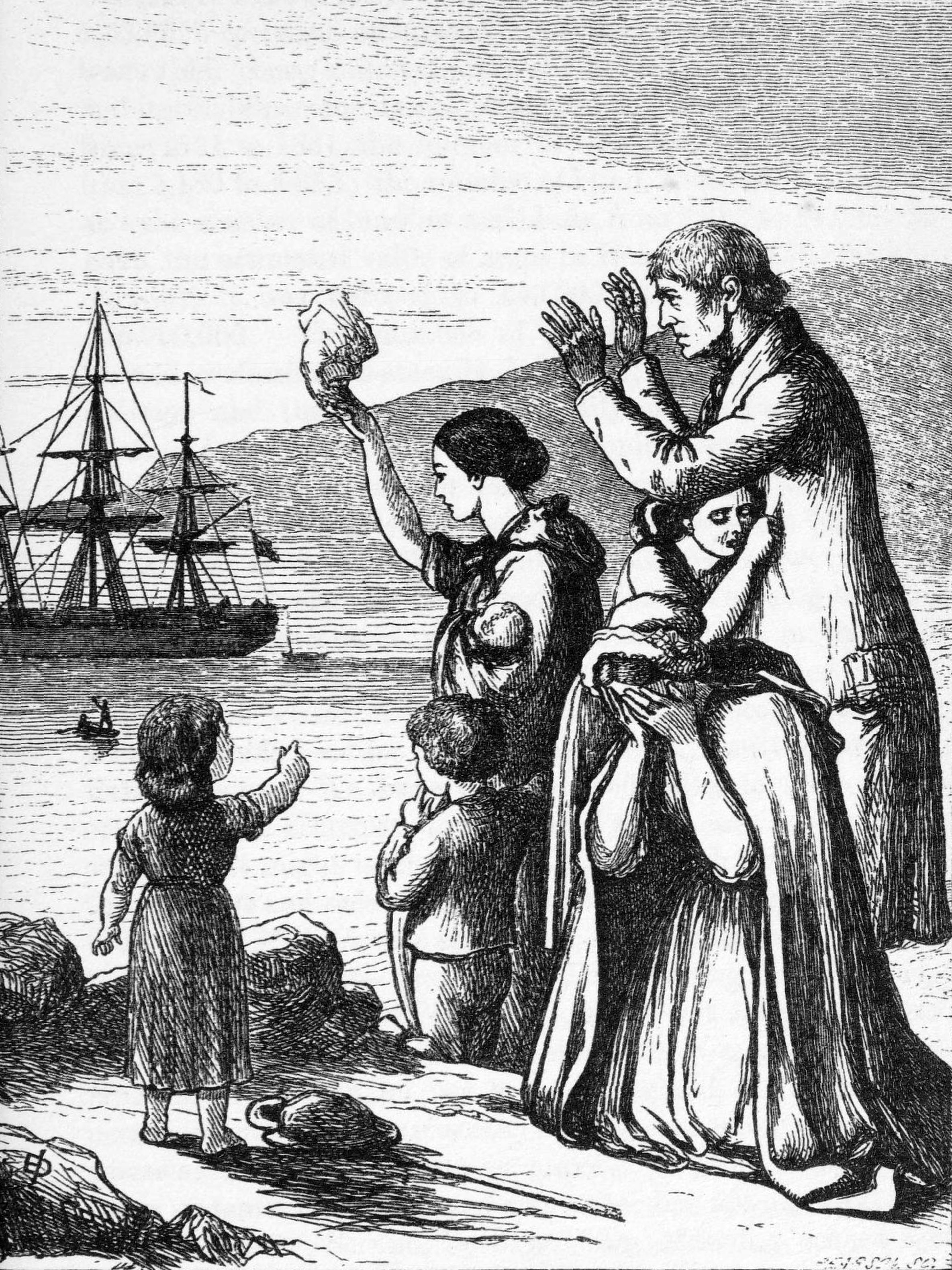
Despedida de un barco de emigrantes que parte de Irlanda.

Las revoluciones surgieron de causas tan diversas que resulta difícil considerarlas resultado de un movimiento o conjunto de fenómenos sociales coherentes. Numerosos cambios se produjeron en la sociedad europea durante la primera mitad del siglo XIX, y tanto reformistas liberales como políticos radicales estaban reestructurando gobiernos nacionales. El cambio tecnológico estaba revolucionando la vida de las clases trabajadoras, al tiempo que la prensa popular expandía la conciencia política, y comenzaron a surgir nuevos valores e ideas como el liberalismo popular, el nacionalismo o el socialismo. Entre los historiadores y académicos se ha tradicionalmente concedido un papel principal a la difusión de las ideas liberales y democráticas, así como al hecho de que las inflexibles y cada vez más obsoletas instituciones políticas de la época eran inadecuadas para afrontar los problemas sociales de la industrialización temprana, incluyendo los relacionados con la pauperización de gran parte de la población rural, así como la intervención del Estado en asuntos individuales, por ejemplo, mediante el servicio militar obligatorio o la tributación discrecional (p. ej., a través de la imposición de tasas impositivas, bases impositivas o leyes tributarias).
Tras el Congreso de Viena (1814-1815), en aplicación del principio de legitimismo dinástico, las monarquías absolutas fueron restauradas en los territorios donde las Guerras Napoleónicas habían instalado Estados liberales. Este restablecimiento del Antiguo Régimen en un periodo de cambio socioeconómico (las denominadas revolución industrial y revolución burguesa, y el desarrollo del capitalismo en sus aspectos industrial y financiero) no se correspondía, en términos de evolución histórica, con el surgimiento de una opinión pública de tipo contemporáneo, cada vez más identificada con los valores de la sociedad industrial y urbana, en la que las clases medias, los profesionales liberales y los estudiantes universitarios tenían un peso decisivo (si no numérico sí en influencia); y que se mostró favorable a los movimientos liberales y nacionalistas. Las potencias absolutistas (Austria, Prusia y Rusia) consiguieron, mediante la Santa Alianza y la convocatoria periódica de congresos, controlar los periódicos estallidos revolucionarios de 1820 y 1830. Para la época, amplios sectores de la nobleza estaban asimismo descontentos con el absolutismo o cuasiabsolutismo monárquicos. En 1846, por ejemplo, se produjo un levantamiento de la nobleza polaca en la Galicia austriaca, que solo fue contrarrestado cuando los campesinos, a su vez, se alzaron contra los nobles.

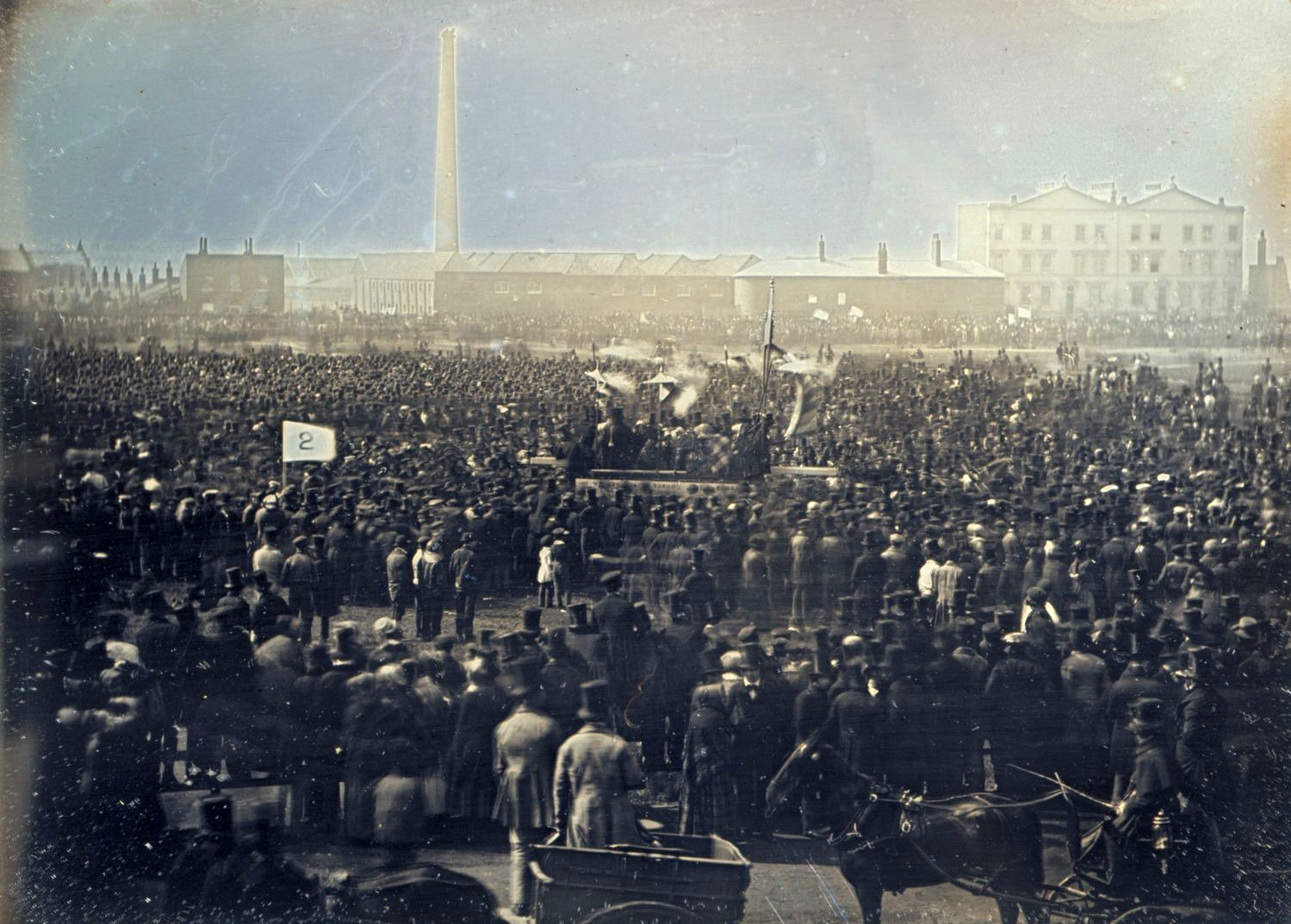
Fotografía coloreada tomada por Kilburn en la manifestación cartista del 10 de abril de 1848 en Kennington Common, Londres.

El proceso de proletarización de las clases bajas en las zonas más desarrolladas industrialmente trajo como resultado la aparición de un movimiento obrero organizado, especialmente potente en Gran Bretaña. El 21 de febrero de 1848 aparece publicado en Londres el Manifiesto Comunista de Karl Marx y Friedrich Engels, encargado por la Liga de los Comunistas; pero no hubo un movimiento revolucionario significativo en Inglaterra, cuyo sistema político había demostrado suficiente flexibilidad como para ir asumiendo las reivindicaciones de mayor participación (cartismo, Reform Acts). En Francia, los denominados socialistas utópicos (Proudhon, Saint-Simon, Louis Blanc) tuvieron un gran protagonismo en los acontecimientos de 1848. La plebe urbana siempre había tenido un papel en los movimientos populares, aunque el protagonismo o la utilización de ello correspondiera a otros grupos. La novedad de esta revolución fue que durante un breve periodo del año 1848 pareció posible la puesta en práctica de un programa político diseñado a partir de la toma de conciencia de los intereses propios de la clase obrera (commission du Luxembourg —comisión del Luxemburgo—, ateliers nationaux —talleres nacionales—). La reconducción conservadora del proceso revolucionario y la fase expansiva en que el capitalismo entró en las dos décadas siguientes hicieron que este tipo de planteamientos no pudieran volver a tener posibilidades reales de ejecutarse hasta la Comuna de París de 1871.
Como fuese, para la época las clases media y trabajadora compartían el deseo de reforma y coincidían en muchos de los objetivos específicos. Sin embargo, su participación en las revoluciones fue diversa. Si bien gran parte del impulso provino de las clases medias, la columna vertebral del movimiento provino de las clases bajas. Las revueltas estallaron primero en las ciudades.

### Crisis coyuntural
Hubo tres acontecimientos económicos que avivaron la incertidumbre del momento y que contribuyeron a desencadenar las revueltas:
- Entre 1845 y 1849, la plaga de la patata echó a perder las cosechas, lo que fue especialmente grave en Irlanda (Gran Hambruna irlandesa) donde propició una fuerte oleada migratoria. Este suceso coincidió con la carestía general en Francia de 1847 que, al igual que en otros países de Europa, originó graves conflictos internos provocados por una situación económica que recordaba la que había tenido lugar en Francia en 1789 y en 1830.[17]  El grave déficit de suministros básicos de alimentos sacudió al continente entre 1845 y 1847 y desencadenó hambrunas y disturbios en toda Europa, especialmente en Irlanda, Flandes y Silesia.[12]
- En el otoño de 1847 estalló una crisis del comercio y la industria en Inglaterra, con la quiebra de los grandes comerciantes de productos coloniales. La crisis afectó también a los bancos agrarios ingleses y en los distritos industriales se produjeron cierres de fábricas. En Francia, a la crisis triguera y textil se añadió una crisis metalúrgica en la que la producción bajó en un tercio entre 1847 y 1848 para rápidamente quedarse en la mitad. El fuerte descenso de la producción industrial provocó una disminución de 30 % de los salarios y un aumento del paro.[17]
- En París la crisis industrial estuvo acompañada además por una consecuencia particular: los fabricantes y comerciantes al por mayor que, en las circunstancias que entonces se estaban dando, no podían exportar sus productos, abrieron grandes establecimientos cuya competencia arruinó a los pequeños comerciantes, por lo que estos se involucraron en la revolución.[cita requerida]

## Desarrollo

### Estados italianos
La primera de las numerosas revoluciones que se produjeron en 1848 en Italia tuvo lugar en Palermo, Sicilia, a partir de enero de 1848.  Durante este período, Italia no era un país unificado y estaba dividida en numerosos Estados, que, en el norte de Italia, estaban gobernados directa o indirectamente por el Imperio austríaco.  Antes de 1848, ya se habían producido varias revueltas contra el dominio borbónico. Las revoluciones de 1848 fueron lideradas por intelectuales y agitadores que deseaban un gobierno liberal. El deseo de independencia del dominio extranjero y el liderazgo conservador de los austriacos llevaron a los revolucionarios italianos a organizar una revolución para expulsar a los austríacos. La revolución fue liderada por el Estado del reino de Cerdeña. Algunos levantamientos en el reino de Lombardía-Venecia, en particular en Milán, obligaron al general austriaco Radetzky a retirarse a las fortalezas del Quadrilatero.  Esta revolución dio lugar a un Estado independiente que duró solo 16 meses antes del regreso de los Borbones. Durante esos meses, la constitución era bastante avanzada para su época en términos democráticos liberales, al igual que la propuesta de una confederación italiana unificada de estados. El fracaso de la revuelta se revirtió 12 años después, cuando el reino borbónico de las Dos Sicilias colapsó entre 1860 y 1861 con la unificación de Italia.
Además de los movimientos revolucionarios en las zonas controladas por los Habsburgo (reino Lombardo-Véneto, Módena y Toscana), hubo sublevaciones en zonas de los Estados Pontificios y del reino de las Dos Sicilias (Nápoles y Sicilia), siendo particularmente importantes la revolución siciliana de 1848 (que se inició el 12 de enero, un mes antes de las jornadas revolucionarias de París), las Cinco jornadas de Milán y la proclamación de la República de San Marco y de la República Romana.

### Francia

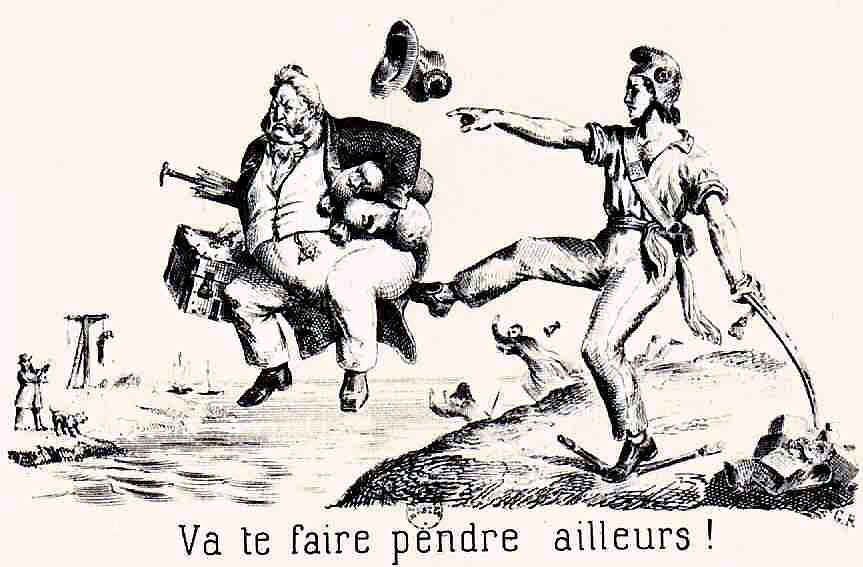
Caricatura política de la época: un hombre con gorro frigio patea a Luis Felipe I.

En Francia, los conflictos sociales se presentaron como una lucha de clases triangular, con las dos burguesías y la masa popular. La gran burguesía, identificada con el Antiguo Régimen, era predominante en el poder y se negaba a compartirlo con la pequeña burguesía, mientras que la clase obrera comenzaba a ser consciente de su miseria y de su fuerza para reivindicar sus intereses. Sin embargo, no fue solo el conflicto social lo que desencadenó la revolución de 1848, sino que la cultura política francesa también supuso un importante factor de inestabilidad. La Revolución francesa dejó como legado la idea de que la política podía transformar la existencia, y que el Estado no debía limitarse a defender y administrar la sociedad, sino que debía configurarla y conducirla, aunque no había acuerdo sobre la forma en que debía adoptar o los objetivos que debía perseguir. No había una unificación de ideologías, y todas las crisis políticas se convertían en crisis constitucionales. En este caso, la denominada revolución de febrero supuso la caída de la monarquía de julio de Luis Felipe I de Francia (el rey de las barricadas que debía su trono a las tres gloriosas jornadas revolucionarias de 1830). El 25 de febrero se proclamó la Segunda República Francesa, inicialmente muy social. Pero tras las jornadas de junio se impuso un régimen conservador liderado a partir del 10 de diciembre de 1848 por Luis Napoleón Bonaparte como presidente de la República, y luego del golpe de Estado del 2 de diciembre de 1851 como emperador de los franceses, en el Segundo Imperio francés (1852-1870).

### Estados alemanes

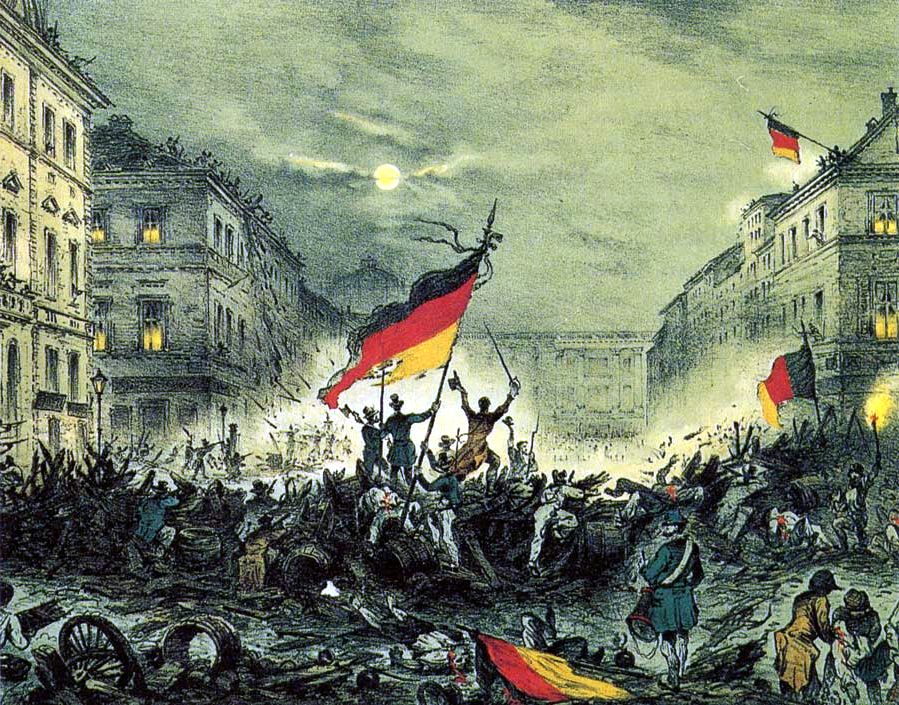
Revolución de marzo en Berlín.

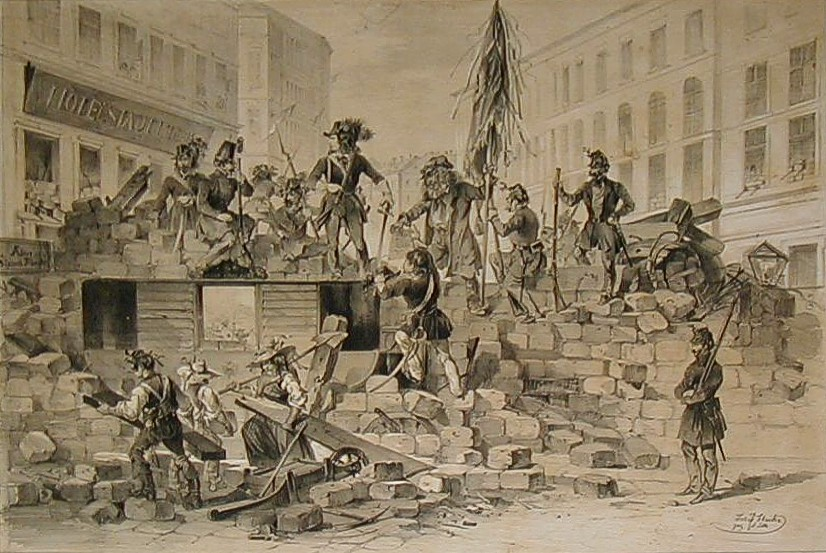
Barricadas de Viena, 26 y 27 de mayo de 1848. Litografía de Josef Heicke (1848).

En la mayor parte de los Estados de la Confederación Germánica (la institución que sustituyó al Sacro Imperio Romano Germánico disuelto durante las guerras napoleónicas) el movimiento revolucionario conocido como Märzrevolution (revolución de marzo) llevó a la formación de gobiernos liberales, los denominados Märzregierungen ("gobiernos de marzo"). El 10 de marzo de 1848, el Bundestag (parlamento federal) de la Confederación Germánica nombró un Siebzehnerausschuss ("comité de los diecisiete") para preparar un texto constitucional; el 20 de marzo, el Bundestag urgió a los estados de la confederación a convocar elecciones para una asamblea constituyente. Tras graves altercados callejeros en Prusia, también se convocó una Asamblea Nacional Prusiana, para preparar la constitución de ese reino.
El parlamento de Fráncfort, reunido desde el 18 de mayo, redactó la Constitución de Fráncfort de 1849, que preveía una Alemania unificada como una monarquía constitucional. No fue aceptada por los príncipes soberanos de los estados alemanes, ni siquiera por el rey de Prusia, al que se ofreció elegirle como emperador.
En los territorios de Schleswig-Holstein, anexionados al reino de Dinamarca (donde a su vez hubo un movimiento revolucionario que condujo a la formación de una monarquía constitucional) se produjo un movimiento nacionalista que llevó a la primera guerra de Schleswig-Holstein (1848-1849).

### Estados de los Habsburgo
En el Imperio austríaco se intentaron llevar a cabo ciertas reformas, obligados por la presión revolucionaria en todos los territorios del imperio plurinacional y otros territorios controlados por los Habsburgo: Austria, Hungría, Bohemia, Voivodina, Italia, etc. En este caso, la burguesía era prácticamente inexistente, por lo que el papel de Tercer Estado correspondió a la nobleza media y a la plebe noble, gran parte de la cual estaba compuesta por individuos con estudios universitarios, las cuales vislumbraban la necesidad de reforma y exigían la supresión del régimen feudal y de la servidumbre.

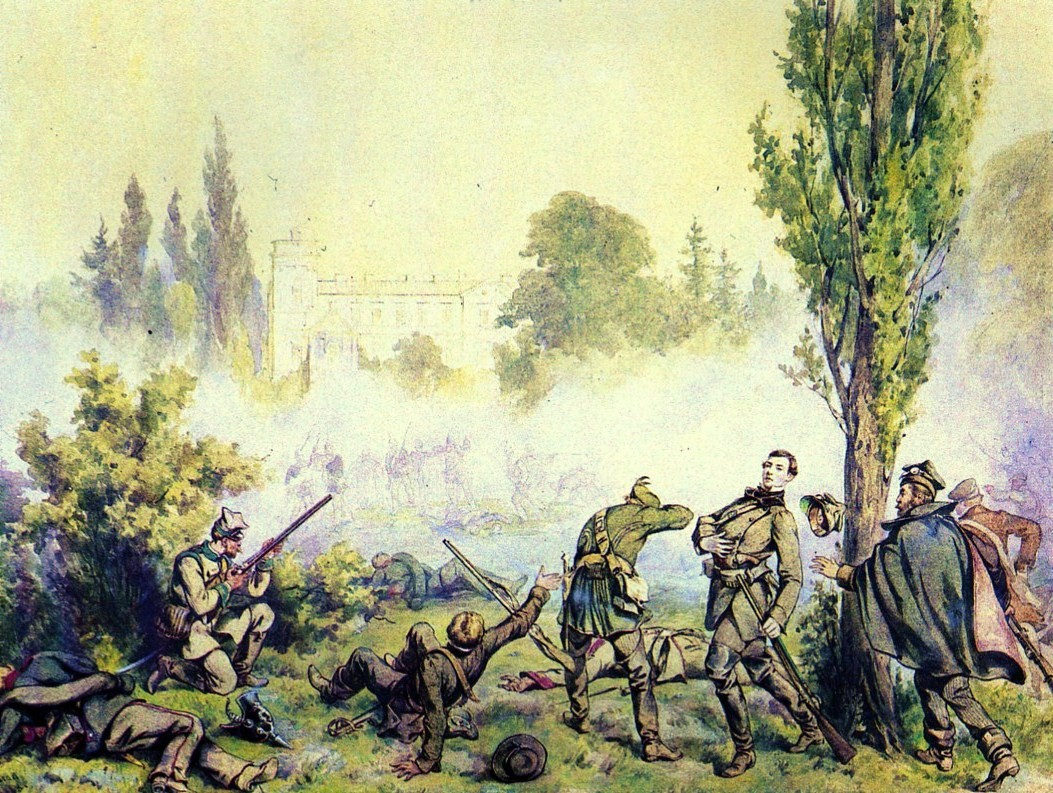
Batalla de Miloslaw, Polonia, 30 de abril de 1848.

### Polonia
Hubo una revuelta de marzo a mayo de 1848 en la provincia de Posen, en que los polacos pidieron desde una autonomía política hasta una completa independencia.

### Imperio otomano
Valaquia
La Revolución de Valaquia de 1848 (o Revolución valaca) fue un movimiento rumano liberal y un levantamiento nacionalista romántico que se desarrolló principalmente en la región de Valaquia, al sur de la actual Rumania, en que este pueblo se quería liberar de las injerencias del gobierno de Moscú. En ese tiempo, Valaquia era parte del Imperio otomano.

### España
De modo simultáneo a la revolución parisina, hubo intentos de sublevación contra el gobierno moderado de Narváez por parte de elementos liberales progresistas, pero la división interna de estos, especialmente las dudas que los dirigentes tenían sobre el radicalismo de las bases, y la energía de la represión que desplegó el gobierno las hicieron fracasar. El «espadón» español fue considerado en las cortes europeas como un defensor del orden establecido, a la altura de Radetzky y Windischgrätz; y el discurso de Donoso Cortés apoyando su actuación (La dictadura necesaria —Narváez disolvió las cortes y gobernó sin control parlamentario durante dos años—) tuvo también eco en la opinión conservadora internacional.
No obstante, hubo repercusiones posteriores: al año siguiente se sustanció la escisión de los progresistas y se fundó el Partido Demócrata, y seis años después se produjo la revolución de 1854.
Benito Pérez Galdós ambientó uno de los Episodios nacionales (Las tormentas del 48) en ese momento histórico.

## Legado
Socialmente, los distintos grupos que se unieron en los inicios de la revolución se alejaron luego al defender distintos objetivos. Una buena parte de la pequeña burguesía, temerosa de una revolución social, abandonó su alianza con el proletariado y se unió a la gran burguesía, aunque a lo largo del siglo XIX las diferencias entre ambas fueron bien patentes y se materializaron en las luchas políticas entre moderados y radicales. Según el materialismo histórico marxista, el proletariado comenzó a adquirir conciencia de clase y, si bien actuó desorganizadamente, se constituyó como un movimiento autónomo desgajado de los intereses burgueses. Los campesinos, una vez conseguida su liberación del régimen señorial, se condujeron de forma muy moderada y su objetivo en el futuro sería preservar las conquistas conseguidas.
Aunque las revoluciones de 1848 fracasaron, su experiencia influyó poderosamente en las ideologías obreras del siglo XIX. Políticamente, a pesar de ese aparente fracaso, los hechos acontecidos en 1848 supusieron el inicio de una progresiva democratización (sufragio universal) y la incorporación a la lucha política de la clase trabajadora.
El anarquista italiano Luigi Fabbri interpretó las revoluciones de 1848, así como la de 1871, como experiencias mediante las cuales «muchos proletarios comprobaron que los medios autoritarios les alejan [···] del fin de libertad y de igualdad que quieren alcanzar».

## Cronograma de las revoluciones de 1848

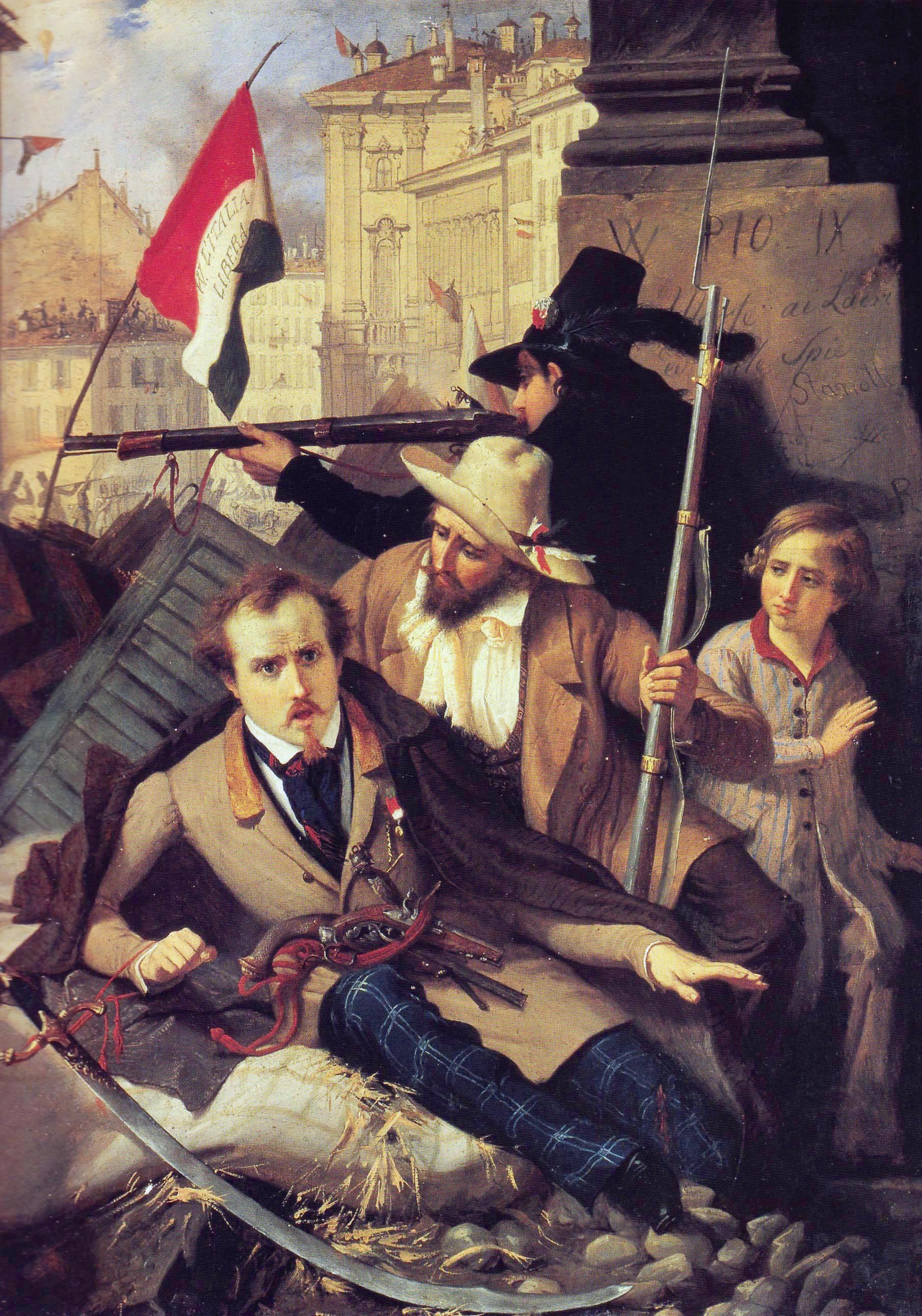
Episodio de las cinco jornadas de Milán, 18-22 de marzo de 1848. Óleo de Baldassare Verazzi (c. 1886).

- 12 de enero de 1848: Revolución de Palermo || 25 de marzo de 1848: Declaración en Palermo de la Independencia de Sicilia || 15 de mayo de 1848: sofocada por las tropas neopolitanas
- 22 de febrero de 1848: Revolución de París  || 25 de febrero de 1848: Abdicación del rey Luis-Felipe || 26 de febrero de 1848: Proclamación de la República || 10 de diciembre de 1848: elección de Luis Napoleón
- 1 de marzo de 1848: Revolución de Baden || 23 de junio de 1848: sofocada por tropas de la  Confederación Germánica
- 3 de marzo de 1848: Revolución de Münich || 20 de marzo de 1848: abdicación del rey Luis de Baviera
- 13 de marzo de 1848: Revolución de Viena || 13 de marzo de 1848: renuncia del  Metternich  || 31 de octubre de 1848: victoria de los contrarrevolucionarios después del levantamiento de Octubre
- 15 de marzo de 1848: Revolución de Buda y Pest || octubre de 1848: hasta octubre, guerra de la Independencia || octubre de 1849: victoria de las tropas rusas y austriacas
- 18 de marzo de 1848: Revolución de Berlin || mayo de 1848: victoria de los contrarrevolucionarios
- 18 de marzo de 1848: Revolución de Milán || 6 de agosto de 1848: reconquista de Milán por las tropas austriacas
- 20 de marzo de 1848: Levantamiento en la Gran Polonia || mayo de 1848: sofocada por las tropas prusianas
- 22 de marzo de 1848: Revolución de Venecia || 23 de marzo de 1848: proclamación de la República || 28 de agosto de 1849: recuperación por las tropas austriacas tras un largo asedio
- 28 de marzo de 1848: Revolución de Moldavia || abril de 1848: rápidamente sofocada por las tropas || junio de 1849: ocupación por las tropas rusas
- 2 de mayo de 1848: Revolución del Palatinado || 19 de junio de 1848: sofocada por las tropas prusianas
- 3 de mayo de 1848: Revolución de Dresde || 9 de mayo de 1848: sofocada por las tropas sajonas y prusianas
- 15 de mayo de 1848: Revolución de Transilvania || Fin tras las victorias rusas y austriacas
- 12 de junio de 1848: Revolución de Praga || 17 de junio de 1848: sofocada por las tropas austriacas
- junio de 1848: Revolución de Valaquia ||  13 de junio de 1848: abdicación del hospodar Bibescu  || septiembre de 1848: sofocada por las tropas otomanas
- 24 de noviembre de 1848: El papa Pio IX huye de Roma||  9 de febrero de 1849: Proclamación de la República romana || junio de 1849: sofocada por las tropas españolas y francesas

- Revoluciones de 1848:
  - Revolución siciliana de 1848, entonces en el  Reino de las Dos Sicilias,
  - Cinco jornadas de Milán, entonces en el Reino lombardo-véneto bajo el Imperio austríaco,
  - Revoluciones de 1848 en los Estados italianos, Italia,
  - Revolución francesa de 1848 (febrero de 1848), después Jornadas de junio (junio de 1848),
  - Revolución de Marzo, Alemania (entonces Confederación Germánica: Reino de Prusia, Reino de Baviera, etc.),
  - Revolución de 1848 en los Estados de los Habsburgo, Imperio austríaco,
  - Revolución húngara de 1848, Reino de Hungría,
  - Revolución rumana de 1848, países rumanos,
  - Revolución polonesa de 1848, Polonia.
- Suiza:
  - Guerra del Sonderbund (noviembre de 1847), en Suiza: los cantones conservadores son batidos por las fuerzas progresistas que toman el poder e imponen una nueva constitución en 1848;
  - Revolución neuchâteloise de 1848, Suiza, Neuchâtel#Rois de Prusse (1707-1848).

- Revolución moldava de 1848
- Alzamiento de mayo en Dresde
- Revolución de Valaquia de 1848
- Revolución de 1848 en España
- Primera guerra de la Independencia italiana
- Cuestión Polaca